# Lago George (Novo Brunswick)
O lago George é um lago de água doce localizado no condado de Condado de York, na província de New Brunswick, Canadá.

## Descrição
Nas margens deste lago encontra-se a comunidade rural de Lake George, localizada a 45 km a oeste da cidade de Fredericton. Este povoado foi buscar o seu nome ao lago junto ao qual se encontra.
O lago apresenta uma forma mais ou menos circular e tem uma área de cerca de 6 quilómetros quadrados com uma profundidade máxima de 7 metros (22 pés).